# Walter Tigers Tübingen
Les Walter Tigers Tübingen, sont un club allemand de basket-ball issu de la ville de Tübingen. Le club évolue en ProA, la seconde division du championnat allemand.

## Joueurs et personnalités du club

### Entraîneurs
Le tableau suivant présente la liste des entraîneurs du club depuis 1991.
| Rang | Nom                | Période   |
| ---- | ------------------ | --------- |
| 1    | Georg Kämpf        | 1991-1993 |
| 2    | Volker Stark       | 1993-1996 |
| 3    | Takis Genikomsidis | 1996-1999 |

| Rang | Nom         | Période   |
| ---- | ----------- | --------- |
| 4    | Uwe Sauer   | 1999-2003 |
| 5    | Georg Kämpf | 2003-2004 |
| 6    | Pat Elzie   | 2004-2006 |

| Rang | Nom                    | Période   |
| ---- | ---------------------- | --------- |
| 7    | Aaron McCarthy         | 2006-2007 |
| 8    | Rainer Kloss (intérim) | 2007-2008 |
| 9    | Tolga Öngören          | 2008-2009 |

| Rang | Nom                               | Période   |
| ---- | --------------------------------- | --------- |
| 10   | Igor Perović                      | 2009-2015 |
| 11   | Jens Leutenecker (intérim)        | 2015      |
| 12   | Tyron McCoy (en)                  | 2015-2017 |
| 13   | Aleksandar Nađfeji (de) (intérim) | 2017      |
| 14   | Mathias Fischer (de)              | 2017-2018 |
| 15   | Aleksandar Nađfeji (de)           | 2018-2019 |
| 16   | Georg Kämpf (de)                  | 2019      |
| 17   | / Douglas Spradley (de)           | 2019-2020 |
| 18   | Andrew Hipsher (de)               | 2020      |
| 19   | Daniel Jansson (de)               | 2020-2024 |
| 20   | Domenik Reinboth (de)             | 2024-     |

### Joueurs emblématiques
- Raško Katić
- Vladimir Mihailović
- Anatoly Kashirov
- Jermaine Anderson
- Louis Campbell
- Vaughn Duggins
- Bingo Merriex
- Chris Oliver
- Reggie Redding
- Romeo Travis

## Identité du club

### Anciens logos

2004-2008

### Affluences
Moyenne de spectateurs/match :
- 2010-2011: 2 843
- 2011-2012: 2 788
- 2012-2013: 2 974
- 2013-2014: 2 971
- 2014-2015: 3 043
- 2015-2016: 3 049